# Staurastrum subgracillimum
Staurastrum subgracillimum là một loài Song tinh tảo trong họ Desmidiaceae, thuộc chi Staurastrum.